# Paul Vermehren (Jurist)
Paul Vermehren (* um 1660 in Lübeck; † 1729 in Leipzig) war ein deutscher Jurist und ab 1715 als kurfürstlich-sächsischer Oberpostdirektor für das gesamte Postwesen in Sachsen verantwortlich.

## Leben und Wirken
Vermehren stammte aus Lübeck, wohin seine Familie um 1600 als Glaubensflüchtlinge aus Antwerpen gekommen war. Sein gleichnamiger Vater war Seidenhändler, sein Bruder Michael wurde Pastor. Nach dem Besuch des Katharineums, wo für 1675 und 1677 zwei lateinische Reden von ihm überliefert sind, ging er an die Universität Leipzig und unternahm verschiedene Kavaliersreisen als Begleiter junger Adliger.

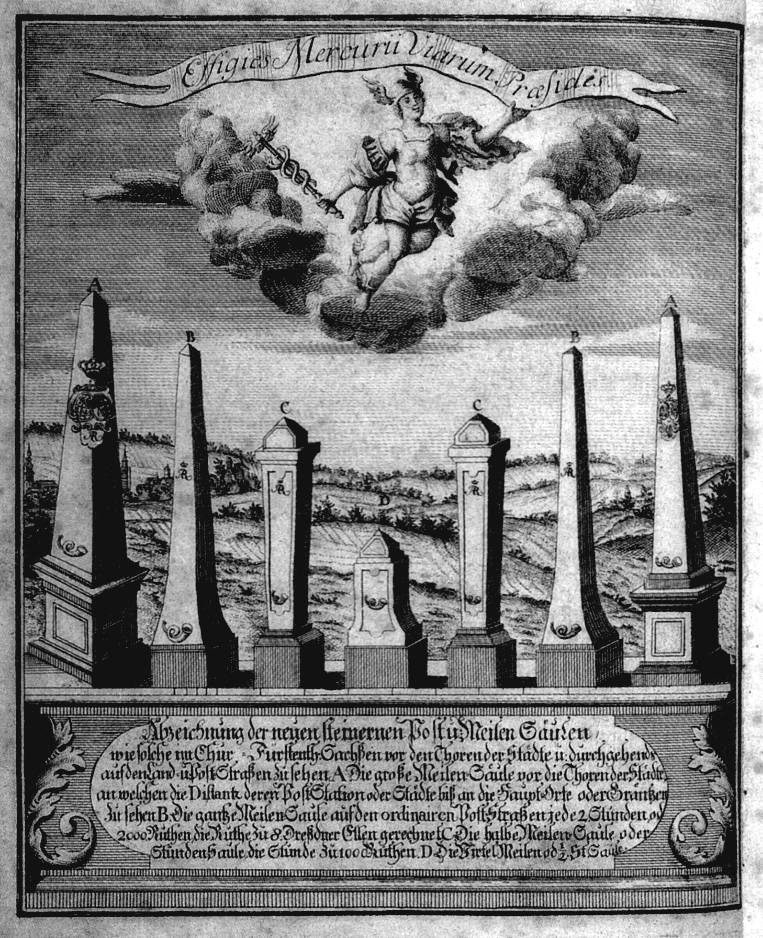
Kursächsische Postmeilensäulen

Er wurde königlich-dänischer Legationssekretär und war 1697 Teil der dänischen Delegation beim Frieden von Rijswijk. Etwas später kam er mit Baron Woldemar von Löwendal (1660–1740) nach Dresden. Er trat 1709 in sächsische Dienste und wurde zunächst königlich-polnischer und kurfürstlich-sächsischer Kommissionsrat. 1715 wurde er als Nachfolger von Christian Leonhardi zum sächsischen Oberpostdirektor berufen. In seiner Amtszeit veranlasste er die geometrische Vermessung sämtlicher Poststraßen durch Adam Friedrich Zürner, eine Aufgabe die 1721 abgeschlossen werden konnte. Als Folge dieses Projekts begann 1722 in Sachsen die Aufrichtung steinerner Postmeilensäulen, die Entfernung von 1, ½ und ¼ Postmeilen bezeichneten. Den Plan, das Oberpostamt von Leipzig nach Dresden zu verlegen, konnte er erfolgreich verhindern. Er schloss verschiedene Postabkommen ab, darunter 1718 mit Preußen.
Neben seiner beruflichen Tätigkeit trat er als Verfasser geistlicher Sonette hervor.

## Schriften
- Jesus und Seine Kirche: aus denen Sonn- und Fest-Tags-Evangelien, so auch aus denen Apostel-Geschichten, in Hundert mit so vielen Kupffern gezierten Vergleichungs-Sonnetten. Winckler, Dresden 1713

- Biblischer Bilder- und Lehren-Catechismus, nach den fünf Hauptstücken desselbigen, auß allerhand Exempeln, Vergleichungen und Sprüchen der H. Schrift, zusammengetragen, und in 222. Bildern, Sinn-Bildern und Sonnetten / mit denen dazu gehörigen Anmerckungen … Nebst einer Vorrede … Valentin Ernst Löschern. Boetius in Comm., Leipzig 1718
- Hundert Sinn- und Lehr-Reiche Vergleichungs-Sonnette Uber die Sonn- und Fest-Tags-Evangelien, Ingleichen die Apostel-Geschichte: Uber welchen zugleich Zwey Hundert aus dem Alten und Neuen Testament in Kupfer-Stich erbaulich vorgestellte Biblische Historien, Nebst darauf zielenden Sinn-Bildern und darzu gehörigen Uber- und Unterschrifften befindlich. Zweyte Auflage. Boetius, Leipzig 1721

Digitalisat des Exemplars der Staatsbibliothek Berlin für VD 18-digital